# Arkyidae
Famille
Les Arkyidae sont une famille d'araignées aranéomorphes.

## Distribution
Les espèces de cette famille se rencontrent en Océanie et aux Moluques.

## Paléontologie
Cette famille n'est pas connue à l'état fossile.

## Taxonomie
Cette famille rassemble 37 espèces dans deux genres.

## Liste des genres
Selon World Spider Catalog (version 18.0, 09/05/2017) :
- Arkys Walckenaer, 1837
- Demadiana Strand, 1929

## Publication originale
- L. Koch, 1872 : Die Arachniden Australiens. Nürnberg, vol. 1, p. 105-368 (texte intégral).